# Sportjahr 1977
Liste der Sportjahre

◄◄ | ◄ | 1973 | 1974 | 1975 | 1976 | Sportjahr 1977 | 1978 | 1979 | 1980 | 1981 | ► | ►►

Weitere Ereignisse

## Badminton
Höhepunkte des Badmintonjahres 1977 waren die erstmals ausgetragene Badminton-Weltmeisterschaft sowie die All England, die Irish Open, die Scottish Open, die German Open, die Dutch Open, die Denmark Open, die Südostasienspiele und die French Open.

### Internationale Veranstaltungen
| Veranstaltung | Herreneinzel   | Dameneinzel       | Herrendoppel                  | Damendoppel                  | Mixed                        |
| ------------- | -------------- | ----------------- | ----------------------------- | ---------------------------- | ---------------------------- |
| All England   | Flemming Delfs | Hiroe Yuki        | Tjun Tjun Johan Wahjudi       | Etsuko Toganoo Emiko Ueno    | Derek Talbot Gillian Gilks   |
| Denmark Open  | Flemming Delfs | Hiroe Yuki        | Bengt Fröman Thomas Kihlström | Barbara Giles Jane Webster   | Steen Skovgaard Lene Køppen  |
| French Open   | David Hunt     | Inge Rozemeijer   | Duncan Bridge Brian Keeling   | Sylvia Robbe Inge Rozemeijer | David Hunt Patricia Assinder |
| German Open   | Sture Johnsson | Margaret Lockwood | Bengt Fröman Thomas Kihlström | Barbara Giles Jane Webster   | David Eddy Barbara Giles     |
| Swedish Open  | Liem Swie King | Lene Køppen       | Ade Chandra Tjun Tjun         | Barbara Giles Gillian Gilks  | Derek Talbot Gillian Gilks   |

## Leichtathletik
- 14. April – Rosemarie Ackermann, DDR, erreichte im Hochsprung der Damen 1,97 Meter.
- 21. April – Alejandro Casañas, Kuba, lief die 110 Meter Hürden der Herren in 13,21 Sekunden.
- 21. April – Alberto Juantorena, Kuba, lief die 800 Meter der Herren in 1:43,4 Minuten.
- 1. Mai – Chantal Langlace, Frankreich, lief den Marathon der Damen in 2:35:16 Stunden.
- 25. Mai – Rosemarie Ackermann, DDR, erreichte im Hochsprung der Damen 2,00 Meter.
- 9. Juni – Peg Neppel, USA, lief die 10.000 Meter der Damen in 33:15,1 Minuten.
- 11. Juni – Edwin Moses, USA, lief die 400 Meter Hürden der Herren in 47,45 Sekunden.
- 1. Juli – Marlies Göhr, DDR, lief die 100 Meter der Damen in 10,88 Sekunden.
- 3. Juli – Wladimir Jaschtschenko, Sowjetunion, sprang im Hochsprung der Herren 2,33 m.
- 5. Juli – Dick Quax, Neuseeland, lief die 5000 Meter der Herren in 13:12,9 Minuten.
- 6. Juli – Jan Merrill, USA, lief die 5000 Meter der Damen in 15:37,0 Minuten.
- 11. Juli – Edwin Moses, USA, lief die 400 Meter Hürden der Herren in 47,45 Sekunden.
- 12. Juli – Wladimir Jaschtschenko, Sowjetunion, erreichte im Hochsprung der Herren 2,33 Meter.
- 26. Juli – Tatjana Storoschewa, Sowjetunion, lief die 400 Meter Hürden der Damen in 55,74 Sekunden.
- 30. Juli – Samson Kimobwa, Kenia, lief die 10.000 Meter der Herren in 27:30,5 Minuten.
- 5. August – Dick Quax, Neuseeland, lief die 5000 Meter der Herren in 13:12,9 Minuten.
- 13. August – Karin Roßley, DDR, lief die 400 Meter Hürden der Damen in 55,63 Sekunden.
- 20. August – Helena Fibingerová, Tschechoslowakei, stieß im Kugelstoßen der Damen 22,32 Meter.
- 21. August – Alberto Juantorena, Kuba, lief die 800 Meter der Herren in 1:43,4 Minuten.
- 10. September – Christa Vahlensieck, Deutschland, lief den Marathon der Damen in 2:34:48 Stunden.
- 11. September – Kate Schmidt, USA erreichte im Speerwurf der Damen 69,32 Meter.
- 12. September – Karin Roßley, DDR, lief die 400 Meter Hürden der Damen in 55,63 Sekunden.
- 16. Dezember – Lilian Harpur, Australien, ging im 20.000-Meter-Gehen der Damen in 1:43,4 Stunden.

## Motorradsport

### Formel 750
- Den Titel in der von der FIM erstmals als Weltmeisterschaft ausgetragenen Formel 750 sichert sich der 25-jährige US-Amerikaner Steve Baker auf Yamaha vor dem Franzosen Christian Sarron und dem Italiener Giacomo Agostini (beide ebenfalls Yamaha).

### Formula TT
- Die Formula TT wurde 1977 von der Regierung der Isle of Man und der Auto-Cycle Union ins Leben gerufen, um die Aberkennung des WM-Status der Isle of Man TT durch die FIM zu kompensieren und gleichzeitig Rennen mit seriennahen Maschinen populärer zu machen. In diesem Jahr wurde der TT-Sieger in der jeweiligen Klasse gleichzeitig auch Weltmeister.

#### TT-F1-Klasse
- Den Titel in der TT-F1-Klasse sichert sich der 38-jährige Brite Phil Read auf Honda vor seinen Landsmännern Roger Nicholls (Ducati) und Ian Richards (ebenfalls Honda).

#### TT-F2-Klasse
- In der TT-F2-Klasse wird der Brite Alan Jackson sr. auf Honda Weltmeister. Seine Landsmänner Neil Tuxworth und Denis Casement, beide ebenfalls auf Honda, belegen die Ränge zwei und drei.

#### TT-F3-Klasse
- Auch in der TT-F3-Klasse gibt es einen britischen Dreifachsieg. Es gewinnt John Kidson auf Honda vor Brian Peters (Suzuki) und Abe Walsh (ebenfalls Honda).

## Tischtennis
- Tischtennisweltmeisterschaft 1977 26. März bis zum 5. April in Birmingham (England)
- Länderspiele Deutschlands (Freundschaftsspiele)
  - 22. Februar: Menninghüffen: D. – Australien 5:2 (Herren)
  - 22. Februar: Menninghüffen: D. – Australien 5:1 (Damen)
  - 9. April: Calw: D. – Japan 5:3 (Herren)
  - 9. April: Calw: D. – Japan 3:2 (Damen)
  - 14. April: Hagen: D. – China 1:5 (Herren)
  - 14. April: Hagen: D. – China 0:3 (Damen)
- Europaliga
  - 19. Januar: Győr: D. – Ungarn 0:7 (Damen + Herren)
  - 10. Februar: Pilsen: D. – CSSR 3:4 (Damen + Herren)
  - 3. März: Münster: D. – England 3:4 (Damen + Herren)
  - 20. September: Eupen: D. – Belgien 7:0 (Damen + Herren)
  - 13. Oktober: Springe: D. – Österreich 7:0 (Damen + Herren)
  - 3. November: Luxemburg: D. – Luxemburg 6:1 (Damen + Herren)
  - 15. Dezember: Craigavon: D. – Irland 7:0 (Damen + Herren)

## Geboren

### Januar

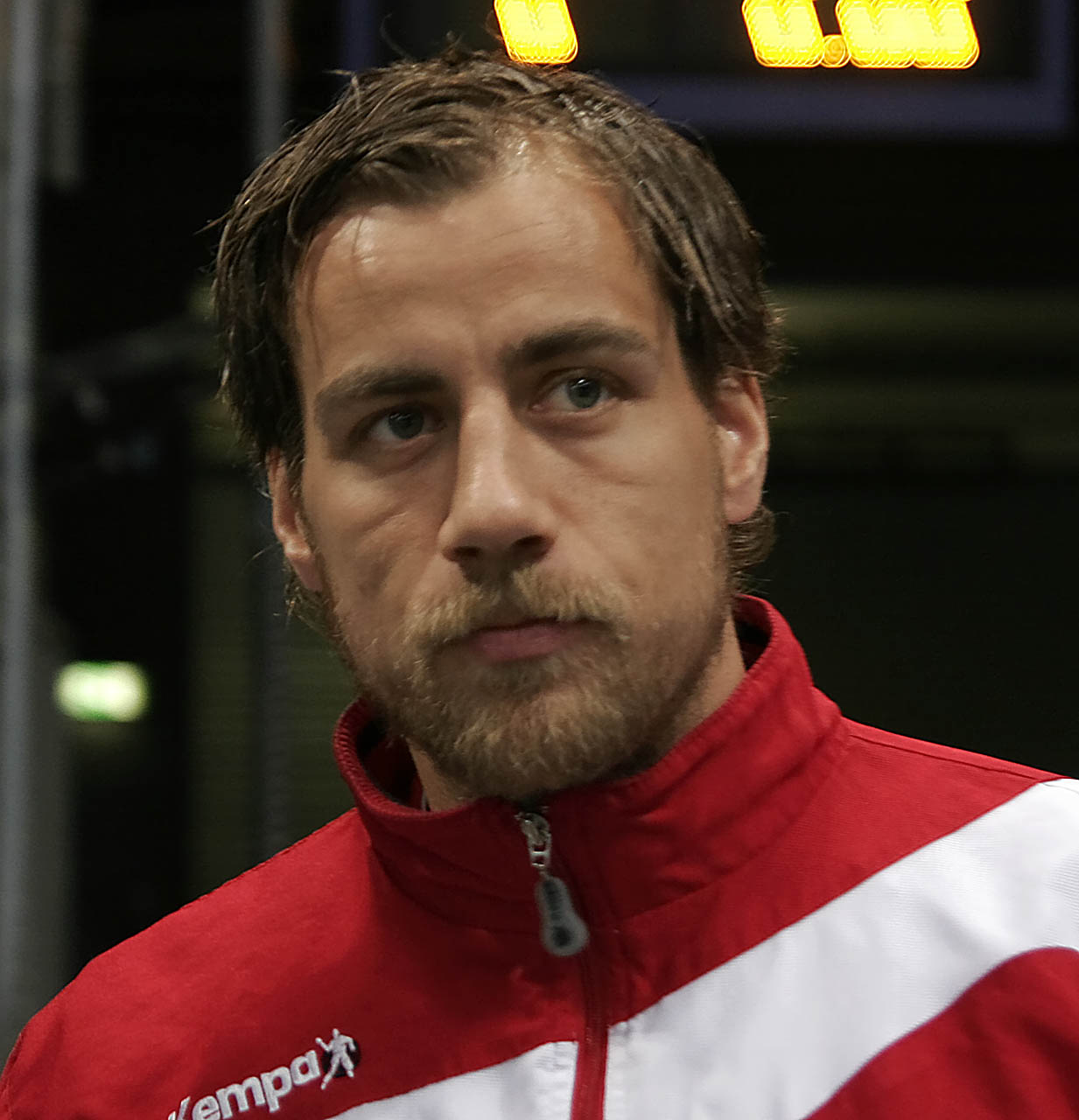
Maik Machulla

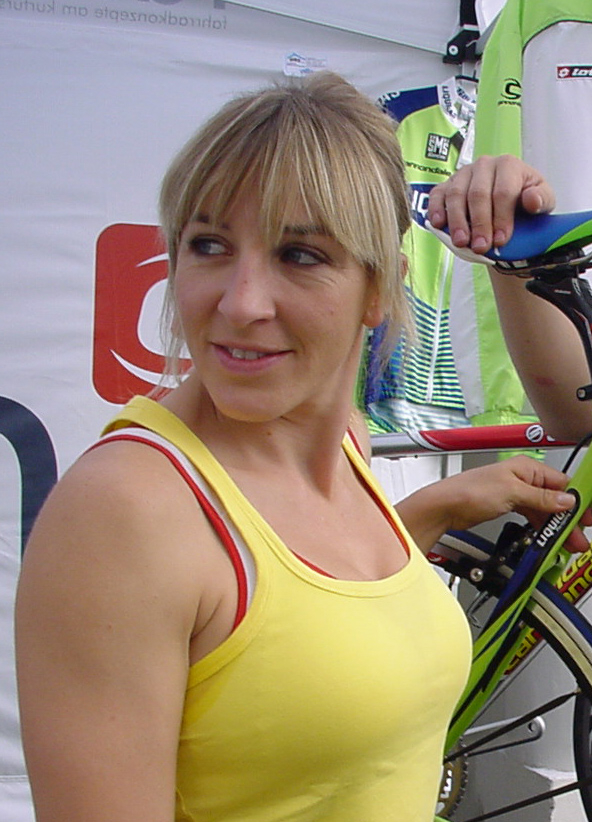
Anni Friesinger

- 01. Januar: Abdihakem Abdirahman, US-amerikanischer Langstreckenläufer
- 01. Januar: Hasan Salihamidžić, bosnisch-herzegowinischer Fußballspieler
- 03. Januar: A. J. Burnett, US-amerikanischer Baseballspieler
- 03. Januar: Malena Josephsen, färöische Fußballspielerin
- 04. Januar: Jonathan Cochet, französischer Automobilrennfahrer
- 04. Januar: David Millar, schottischer Radrennfahrer
- 07. Januar: Brent Sopel, kanadischer Eishockeyspieler
- 08. Januar: Andrea Ardito, italienischer Fußballspieler
- 09. Januar: Maik Machulla, deutscher Handballspieler und -trainer
- 09. Januar: Christian Rose, deutscher Handballspieler
- 10. Januar: Axel Kromer, deutscher Handballspieler und -trainer
- 11. Januar: Anni Friesinger, deutsche Eisschnellläuferin
- 13. Januar: Frank Berblinger, deutscher Handballspieler
- 13. Januar: Alex Hofer, Schweizer Gleitschirmpilot
- 13. Januar: Agusti Pol Pérez, andorranischer Fußballspieler
- 14. Januar: Uwe Hardter, deutscher Radrennfahrer
- 14. Januar: Narain Karthikeyan, indischer Automobilrennfahrer
- 16. Januar: Athirson, brasilianischer Fußballspieler
- 16. Januar: Marco Laaser, deutscher Fußballspieler
- 16. Januar: Darius Kampa, deutscher Fußballspieler
- 17. Januar: Luca Paolini, italienischer Radrennfahrer
- 17. Januar: José Migdael Zeceña, guatemaltekischer Radrennfahrer
- 17. Januar: Hicham Zerouali, marokkanischer Fußballspieler († 2004)
- 18. Januar: Didier Dinart, französischer Handballspieler
- 18. Januar: Jean-Patrick Nazon, französischer Radrennfahrer
- 18. Januar: Alina Schidkowa, russische Tennisspielerin
- 19. Januar: Henrik Andersson, schwedischer Badmintonspieler
- 19. Januar: Nicole Kneller, deutsche Sommerbiathletin
- 20. Januar: Cindy Arthur, kanadische Badmintonspielerin
- 21. Januar: Ben Birchall, britischer Motorradrennfahrer
- 21. Januar: Bradley Carnell, südafrikanischer Fußballspieler
- 21. Januar: Scott King, kanadischer Eishockeyspieler
- 21. Januar: Kirsten Klose, deutsche Hammerwerferin
- 21. Januar: Phil Neville, englischer Fußballspieler
- 22. Januar: Hidetoshi Nakata, japanischer Fußballspieler
- 23. Januar: Nebojša Golić, bosnischer Handballspieler
- 24. Januar: Xiao Hailiang, chinesischer Wasserspringer
- 25. Januar: Tom Aage Aarnes, norwegischer Skispringer
- 25. Januar: Lidia Chojecka, polnische Leichtathletin
- 25. Januar: Luke Roberts, australischer Radrennfahrer
- 26. Januar: Vince Carter, US-amerikanischer Basketballspieler
- 28. Januar: Daunte Culpepper, US-amerikanischer American-Football-Spieler
- 28. Januar: Takuma Satō, japanischer Automobilrennfahrer
- 29. Januar: Ruddy Buquet, französischer Fußballschiedsrichter
- 31. Januar: Torri Edwards, US-amerikanische Leichtathletin
- 31. Januar: Olessya Kulakova, deutsche Volleyballspielerin

### Februar
- 01. Februar: Libor Sionko, tschechischer Fußballspieler
- 02. Februar: Martin Andresen, norwegischer Fußballspieler und -trainer
- 02. Februar: Martin Boquist, schwedischer Handballspieler
- 02. Februar: Marc Bernaus, andorranischer Fußballspieler
- 03. Februar: Tamara Crow, US-amerikanische Synchronschwimmerin
- 03. Februar: Carlos Parra, US-amerikanischer Fußballspieler

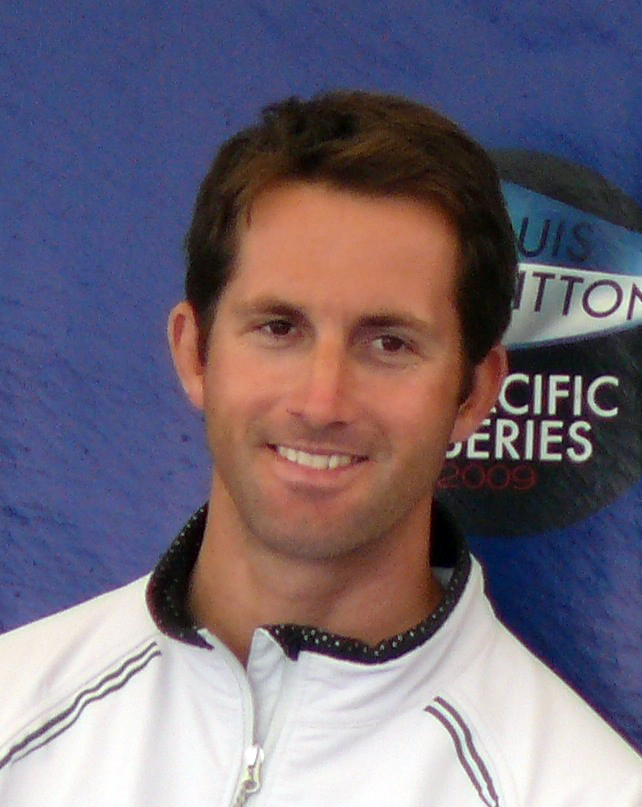
Ben Ainslie

- 05. Februar: Ben Ainslie, englischer Segler
- 05. Februar: Dane Šijan, serbischer Handballspieler
- 08. Februar: Shigeru Aburaya, japanischer Langstreckenläufer
- 08. Februar: Sverre Andreas Jakobsson, isländischer Handballspieler
- 08. Februar: Roman Kostomarow, russischer Eiskunstläufer
- 09. Februar: Björn Weikl, deutscher Fußballspieler
- 10. Februar: Tanja Vreden, deutsche Fußballspielerin
- 11. Februar: Angelo Barletta, deutscher Fußballspieler
- 11. Februar: Mette Jokumsen, dänische Fußballspielerin
- 13. Februar: Daniel Schumann, deutscher Fußballspieler
- 14. Februar: Michael Adams, südafrikanischer Badmintonspieler
- 14. Februar: Cadel Evans, australischer Radrennfahrer
- 14. Februar: Diana Romagnoli, Schweizer Fechterin
- 14. Februar: Elmer Symons, südafrikanischer Motorradrennfahrer († 2007)
- 15. Februar: Milenko Ačimovič, slowenischer Fußballspieler
- 15. Februar: Margus Ader, estnischer Biathlet
- 17. Februar: Sinead Diver, irisch-australische Leichtathletin
- 17. Februar: Wong Choong Hann, malaiischer Badmintonspieler
- 18. Februar: Hugo Cunha, portugiesischer Fußballspieler († 2005)
- 18. Februar: Aminata Diouf, senegalesische Leichtathletin
- 19. Februar: Daniel Giménez, argentinischer Fußballspieler

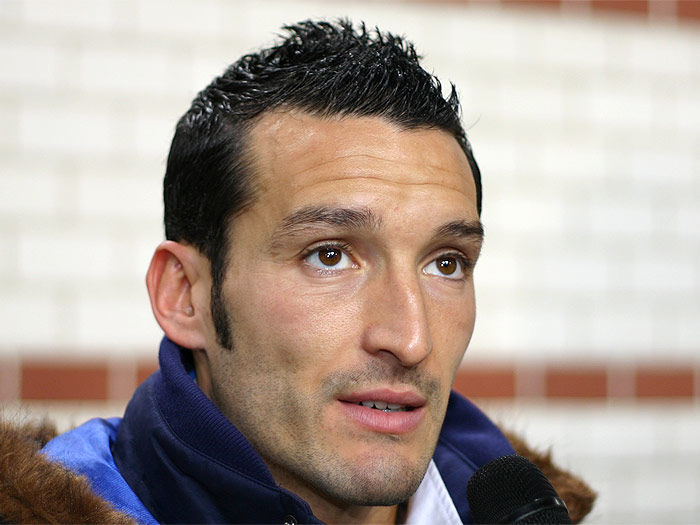
Gianluca Zambrotta

- 19. Februar: Gianluca Zambrotta, italienischer Fußballspieler
- 22. Februar: Julio Hernán Rossi, italienisch-argentinischer Fußballspieler
- 22. Februar: Hakan Yakin, Schweizer Fußballspieler türkischer Herkunft
- 23. Februar: Ayhan Akman, türkischer Fußballspieler
- 23. Februar: Kristina Šmigun-Vähi, estnische Skilangläuferin

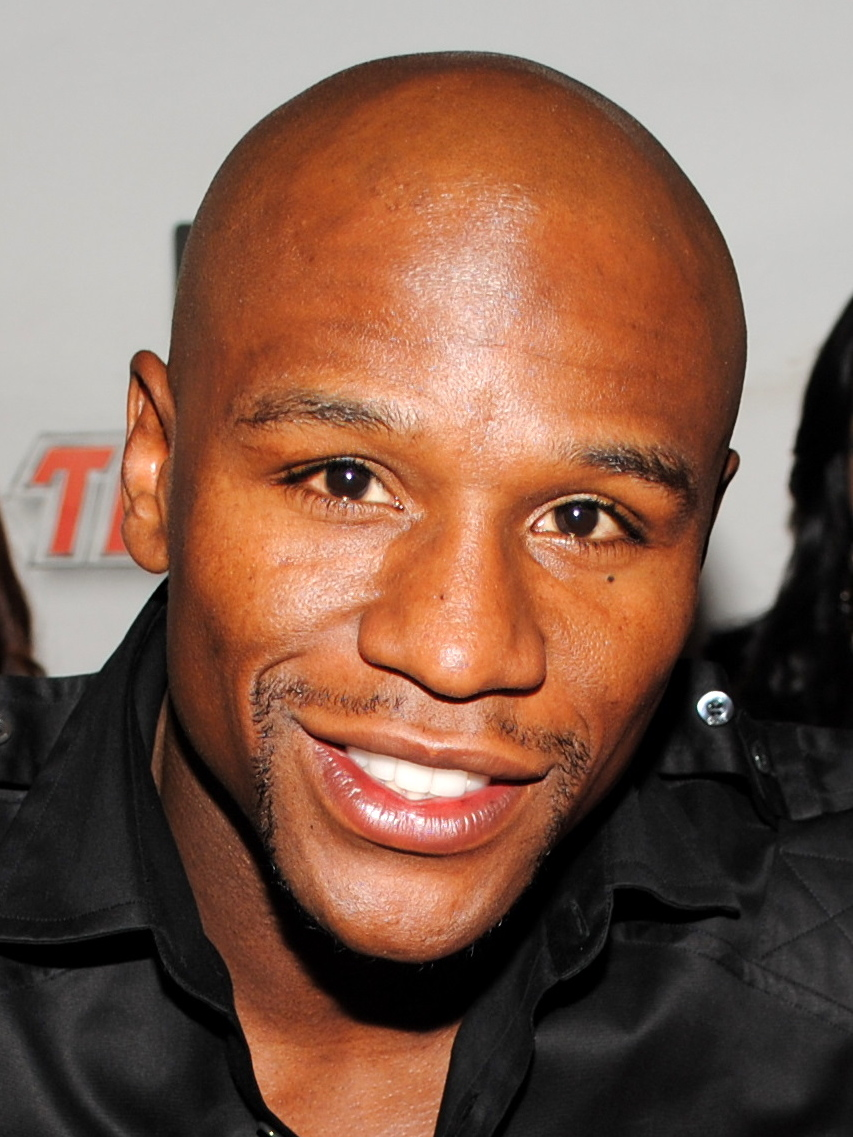
Floyd Mayweather Jr.

- 24. Februar: Floyd Mayweather Jr., US-amerikanischer Boxer
- 24. Februar: Jean-Pierre Vidal, französischer Skirennläufer
- 25. Februar: Francisco José Lara, spanischer Radrennfahrer
- 28. Februar: Mirza Džomba, kroatischer Handballspieler

### März

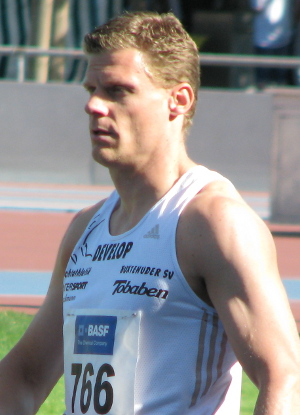
Nils Winter

- 01. März: Rens Blom, niederländischer Leichtathlet
- 03. März: Gabriel Arroyo, argentinischer Volleyballspieler
- 03. März: Stéphane Robidas, kanadischer Eishockeyspieler
- 04. März: Ana Guevara, mexikanische Leichtathletin
- 04. März: Daniel Klewer, deutscher Fußballspieler
- 05. März: Wally Szczerbiak, US-amerikanischer Basketballspieler
- 06. März: Giorgos Karagounis, griechischer Fußballspieler
- 06. März: Ralf Keidel, deutscher Fußballspieler
- 07. März: Jérôme Fernandez, französischer Handballspieler
- 07. März: Mia Hundvin, norwegische Handballspielerin
- 08. März: Fernando Vicente, spanischer Tennisspieler
- 08. März: Johann Vogel, Schweizer Fußballspieler
- 09. März: Vincent Defrasne, französischer Biathlet
- 09. März: Radek Dvořák, tschechischer Eishockeyspieler
- 10. März: Stefan Blank, deutscher Fußballspieler
- 10. März: Kahlil Cato, vincentischer Leichtathlet
- 11. März: Becky Hammon, US-amerikanisch-russische Basketballspielerin und -trainerin
- 12. März: Amdy Faye, senegalesischer Fußballspieler
- 12. März: Rita König, deutsche Florettfechterin
- 12. März: Antonio Mateu Lahoz, spanischer Fußballschiedsrichter
- 14. März: Zé António, portugiesischer Fußballspieler
- 14. März: Andrés Silvera, argentinischer Fußballspieler
- 16. März: Mike Hairston, deutscher Handballspieler
- 17. März: Xabier Zandio, spanischer Radrennfahrer
- 18. März: Zdeno Chára, slowakischer Eishockeyspieler
- 18. März: Robert Garrett, deutscher Basketballspieler
- 18. März: Willy Sagnol, französischer Fußballspieler
- 19. März: Michael Hegemann, deutscher Handballspieler
- 20. März: Tor Hogne Aarøy, norwegischer Fußballspieler
- 20. März: Bryan Adams, kanadischer Eishockeyspieler
- 22. März: Ambrosi Hoffmann, Schweizer Skirennfahrer
- 22. März. Juliane Sprenger, deutsche Leichtathletin
- 23. März: Maxim Marinin, russischer Eiskunstläufer und Olympiasieger von 2006
- 24. März: Iwan Artejew, russischer Skilangläufer
- 24. März: Warwara Baryschewa, russische Eisschnellläuferin
- 25. März: Axel Keller, deutscher Fußballtorwart
- 27. März: Kheïreddine Madoui, algerischer Fußballspieler und -trainer
- 27. März: Vítor Meira, brasilianischer Automobilrennfahrer
- 27. März: Nils Winter, deutscher Leichtathlet (Weitsprung)
- 28. März: Anna Rybicka, polnische Florettfechterin
- 29. März: Anja Schache, deutsche Fechterin
- 30. März: Marc Gicquel, französischer Tennisspieler
- 30. März: Gianluca Grava, italienischer Fußballspieler
- 30. März: Antonio Langella, italienischer Fußballspieler

### April

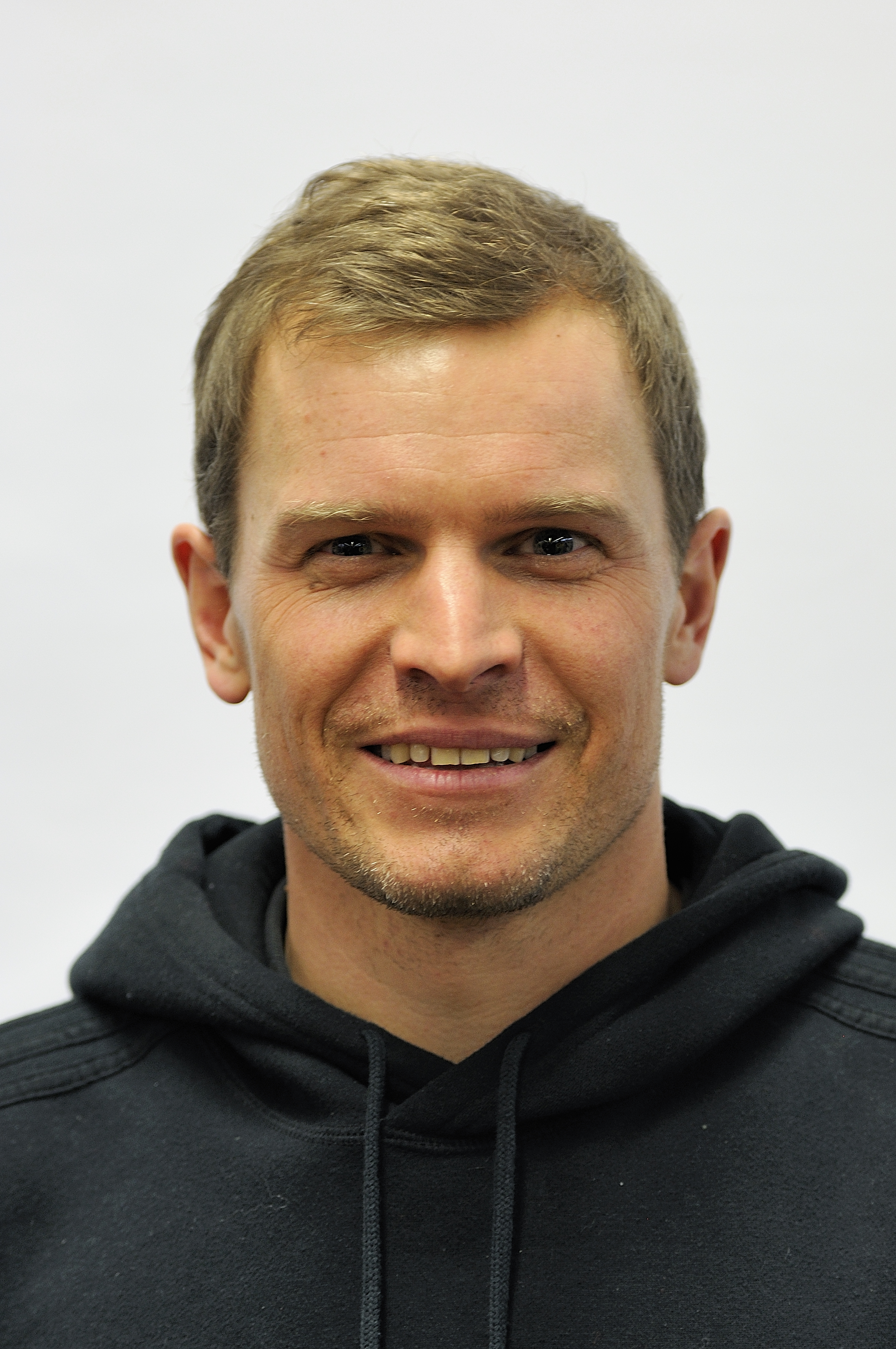
Tobias Angerer

- 01. April: Haimar Zubeldia, spanischer Radrennfahrer
- 02. April: Nicki Pedersen, dänischer Bahnsportler
- 02. April: Marc Raquil, französischer Leichtathlet
- 04. April: Piotr Długosielski, polnischer Leichtathlet
- 05. April: Erhan Albayrak, deutscher Fußballspieler
- 05. April: Martin Plüss, Schweizer Eishockeyspieler
- 06. April: Ulrike Urbansky, deutsche Leichtathletin
- 10. April: Mladen Bartolović, bosnisch-herzegowinischer Fußballspieler
- 11. April: Georgi Nikolow, bulgarischer Handballspieler
- 12. April: Tobias Angerer, deutscher Skilangläufer
- 13. April: Ángel Vicioso, spanischer Radsportler
- 14. April: Erjon Bogdani, albanischer Fußballspieler
- 14. April: Ben Williams, australischer Fußballschiedsrichter
- 14. April: Cristiano Zanetti, italienischer Fußballspieler
- 15. April: Brian Pothier, US-amerikanischer Eishockeyspieler und -trainer
- 15. April: Lilija Wajhina-Jefremowa, russisch-belarussisch-ukrainische Biathletin
- 16. April: Freddie Ljungberg, schwedischer Fußballspieler
- 16. April: Stefanie Melbeck, deutsche Handballspielerin
- 16. April: Thomas Rasmussen, dänischer Fußballspieler
- 17. April: Chad Hedrick, US-amerikanischer Speedskater und Eisschnellläufer
- 18. April: Joakim Andersson, schwedischer Badmintonspieler
- 20. April: Grażyna Prokopek, polnische Leichtathletin
- 21. April: Miika Elomo, finnischer Eishockeyspieler und -trainer († 2025)
- 22. April: Alexei Bassow, russischer Automobilrennfahrer
- 22. April: Mark van Bommel, niederländischer Fußballspieler
- 22. April: Sabine Egger, österreichische Skirennläuferin
- 22. April: Robert Hunter, südafrikanischer Radrennfahrer
- 22. April: Anthony Lurling, niederländischer Fußballspieler
- 23. April: John Cena, US-amerikanischer Wrestler
- 23. April: Kirsten Lee Clark, US-amerikanische Skirennläuferin
- 23. April: Lee Young-pyo, südkoreanischer Fußballspieler
- 24. April: Diego Placente, argentinischer Fußballspieler
- 25. April: Christian Dubé, kanadischer Eishockeyspieler
- 26. April: Craig Adams, kanadischer Eishockeyspieler
- 26. April: Christian Lenze, deutscher Fußballspieler
- 26. April: Janneke Schopman, niederländische Hockeyspielerin
- 26. April: Raphael Wicky, Schweizer Fußballspieler
- 27. April: Daryl Andrews, kanadischer Eishockeyspieler
- 27. April: Jeff Ulmer, kanadischer Eishockeyspieler
- 28. April: Ronald Schmidt, deutscher Fußballspieler
- 29. April: Marcel Hacker, deutscher Ruderer
- 29. April: Timo Pritzel, deutscher Radsportler
- 29. April: Attila Zsivoczky, ungarischer Leichtathlet

### Mai
- 02. Mai: Jan Fitschen, deutscher Leichtathlet
- 02. Mai: Kalle Palander, finnischer Skirennläufer
- 04. Mai: Mariano Pernía, argentinisch-spanischer Fußballspieler
- 06. Mai: Jon Conway, US-amerikanischer Fußballspieler
- 06. Mai: René Münnich, deutscher Automobilrennfahrer, Rennstallbesitzer und Unternehmer
- 06. Mai: Daniela Rath, deutsche Hochspringerin
- 06. Mai: André Sá, brasilianischer Tennisspieler
- 07. Mai: Roman Týce, tschechischer Fußballspieler
- 08. Mai: Aníbal Samuel Matellán, argentinischer Fußballspieler
- 09. Mai: Marek Jankulovski, tschechischer Fußballspieler
- 09. Mai: Íñigo Landaluze, spanischer Radrennfahrer

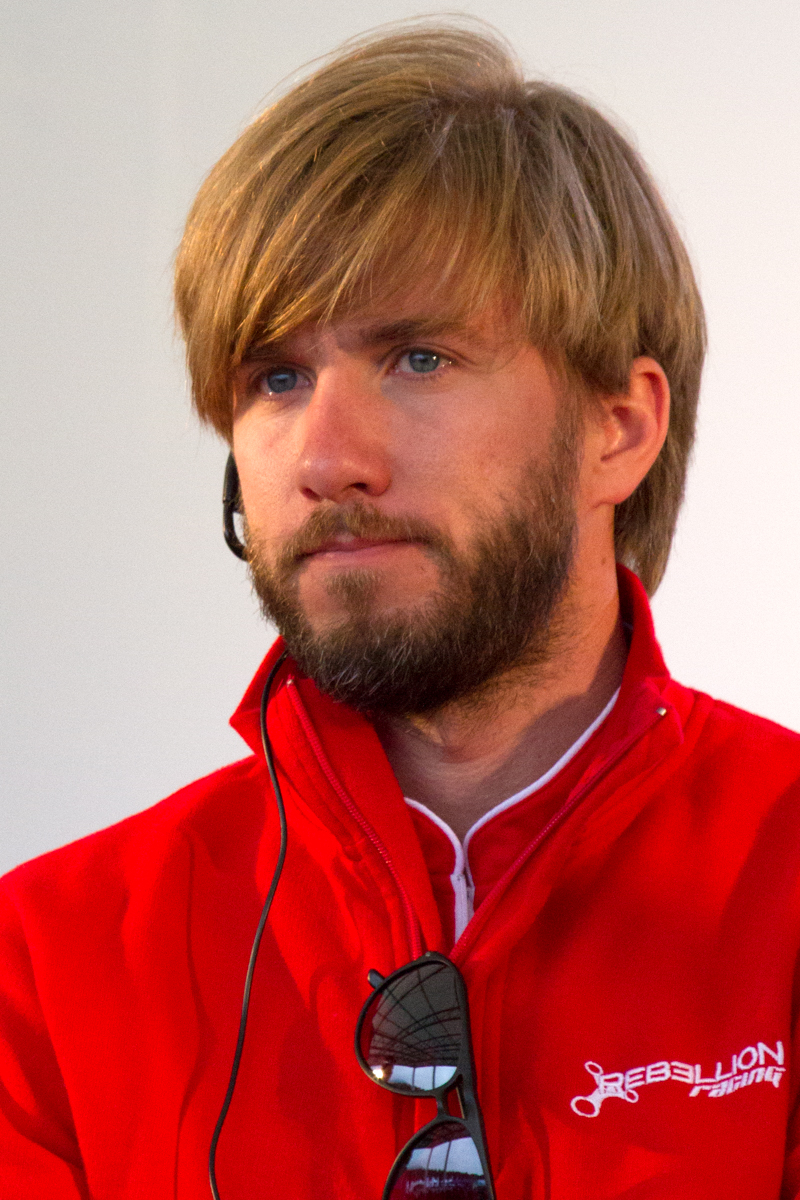
Nick Heidfeld

- 10. Mai: Nick Heidfeld, deutscher Automobilrennfahrer
- 10. Mai: Jiří Štoček, tschechischer Schachgroßmeister
- 11. Mai: Janne Ahonen, finnischer Skispringer
- 11. Mai: Nikolai Bolschakow, russischer Skilangläufer
- 11. Mai: Pablo García, uruguayischer Fußballspieler
- 11. Mai: Victor Matfield, südafrikanischer Rugbyspieler
- 12. Mai: Graeme Dott, schottischer Snooker-Spieler
- 13. Mai: Tarik Sektioui, marokkanischer Fußballspieler und -trainer
- 15. Mai: Fazlur Rahman Abdul Aziz, sri-lankischer Fußballspieler
- 15. Mai: Oliver Hackert, deutscher Eishockeyspieler
- 16. Mai: Ronny Ackermann, deutscher Nordischer Kombinierer
- 16. Mai: Jean-Sébastien Giguère, kanadischer Eishockeyspieler
- 16. Mai: Fernando Silva, andorranischer Fußballspieler
- 19. Mai: Ronny Amm, deutscher Rallye-Rennfahrer
- 19. Mai: Katarina Breznik, slowenische Skirennfahrerin
- 20. Mai: Olivier Brassart, französischer Fußballspieler
- 22. Mai: Víctor Hugo Lorenzón, argentinischer Fußballspieler
- 23. Mai: Ilja Kulik, russischer Eiskunstläufer und Olympiasieger
- 24. Mai: Vladimír Országh, slowakischer Eishockeyspieler und -trainer
- 25. Mai: Andre Anis, estnischer Fußballspieler
- 26. Mai: Luca Toni, italienischer Fußballspieler
- 28. Mai: Anja Monke, deutsche Golfspielerin
- 29. Mai: Massimo Ambrosini, italienischer Fußballspieler
- 29. Mai: Rosa María Andrés Rodríguez, spanische Tennisspielerin
- 29. Mai: Marco Cassetti, italienischer Fußballspieler
- 29. Mai: Lebo Lebo, angolanischer Fußballspieler
- 30. Mai: Akwá, angolanischer Fußballspieler
- 30. Mai: Ivan Bebek, kroatischer Fußballschiedsrichter

### Juni
- 02. Juni: Allen Lloyd Jones, US-amerikanischer Wrestler
- 03. Juni: Patrik Klüft, schwedischer Stabhochspringer
- 03. Juni: Claudia von Lanken, deutsche Fußballspielerin
- 03. Juni: Abeba Tolla, äthiopische Marathonläuferin
- 04. Juni: Albert Thurton, belizischer Fußballspieler
- 04. Juni: Steve Zampieri, Schweizer Radrennfahrer
- 06. Juni: David Connolly, irischer Fußballspieler
- 06. Juni: Meike Evers, deutsche Ruderin und Olympiasiegerin
- 07. Juni: Johan Brolenius, schwedischer Skirennläufer
- 08. Juni: Bruce Richardson, kanadischer Eishockeyspieler und -trainer
- 08. Juni: Gregor Werum, deutscher Handballspieler
- 09. Juni: Carles Gómez, andorranischer Fußballspieler
- 09. Juni: Olin Kreutz, US-amerikanischer American-Football-Spieler
- 09. Juni: Peja Stojaković, serbischer Basketballspieler
- 12. Juni: Burak Akdiş, türkischer Fußballspieler
- 12. Juni: Kristóf Horváth, ungarischer Badmintonspieler
- 12. Juni: Andreas Renz, deutscher Eishockeyspieler
- 13. Juni: Rainer Schönfelder, österreichischer Skirennläufer

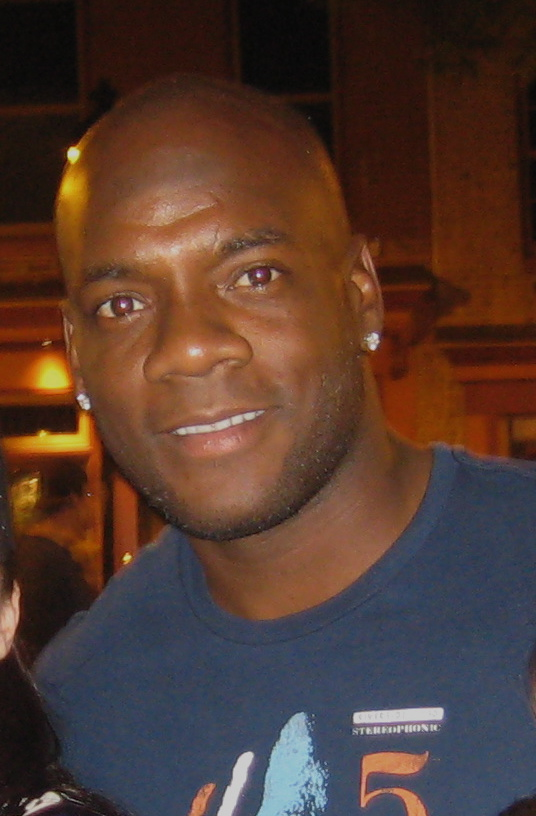
Chris McAlister

- 14. Juni: Chris McAlister, US-amerikanischer American-Football-Spieler
- 14. Juni: Joe Worsley, englischer Rugbyspieler
- 16. Juni: Kenneth Zeigbo, nigerianischer Fußballspieler
- 19. Juni: Maria Cioncan, rumänische Leichtathletin († 2007)
- 21. Juni: Aðalsteinn Eyjólfsson, isländischer Handballspieler und -trainer
- 21. Juni: Jochen Hecht, deutscher Eishockeyspieler
- 21. Juni: Angelo Furlan, italienischer Radrennfahrer
- 22. Juni: Jewgeni Najer, russischer Schachspieler
- 23. Juni: Miguel Ángel Angulo, spanischer Fußballspieler
- 25. Juni: Layla El, britisches Model, Tänzerin und Wrestlerin
- 25. Juni: Federico Elduayen, uruguayischer Fußballtorhüter
- 26. Juni: Florian Kehrmann, deutscher Handballspieler
- 26. Juni: William Kipsang, kenianischer Leichtathlet
- 27. Juni: Raúl, spanischer Fußballspieler
- 27. Juni: Danijel Šarić, bosnischer Handballspieler
- 27. Juni: Bruno Bezerra de Menezes Souza, brasilianischer Handballspieler
- 28. Juni: Ella Grødem, grönländische Handballspielerin
- 29. Juni: Jens Matthies, deutscher Fußballspieler
- 29. Juni: Nadine Rohr, Schweizer Leichtathletin
- 30. Juni: Tathiana Garbin, italienische Tennisspielerin

### Juli
- 01. Juli: Jarome Iginla, kanadischer Eishockeyspieler
- 03. Juli: Sandra Smisek, deutsche Fußballspielerin
- 05. Juli: Nicolas Kiefer, deutscher Tennisspieler

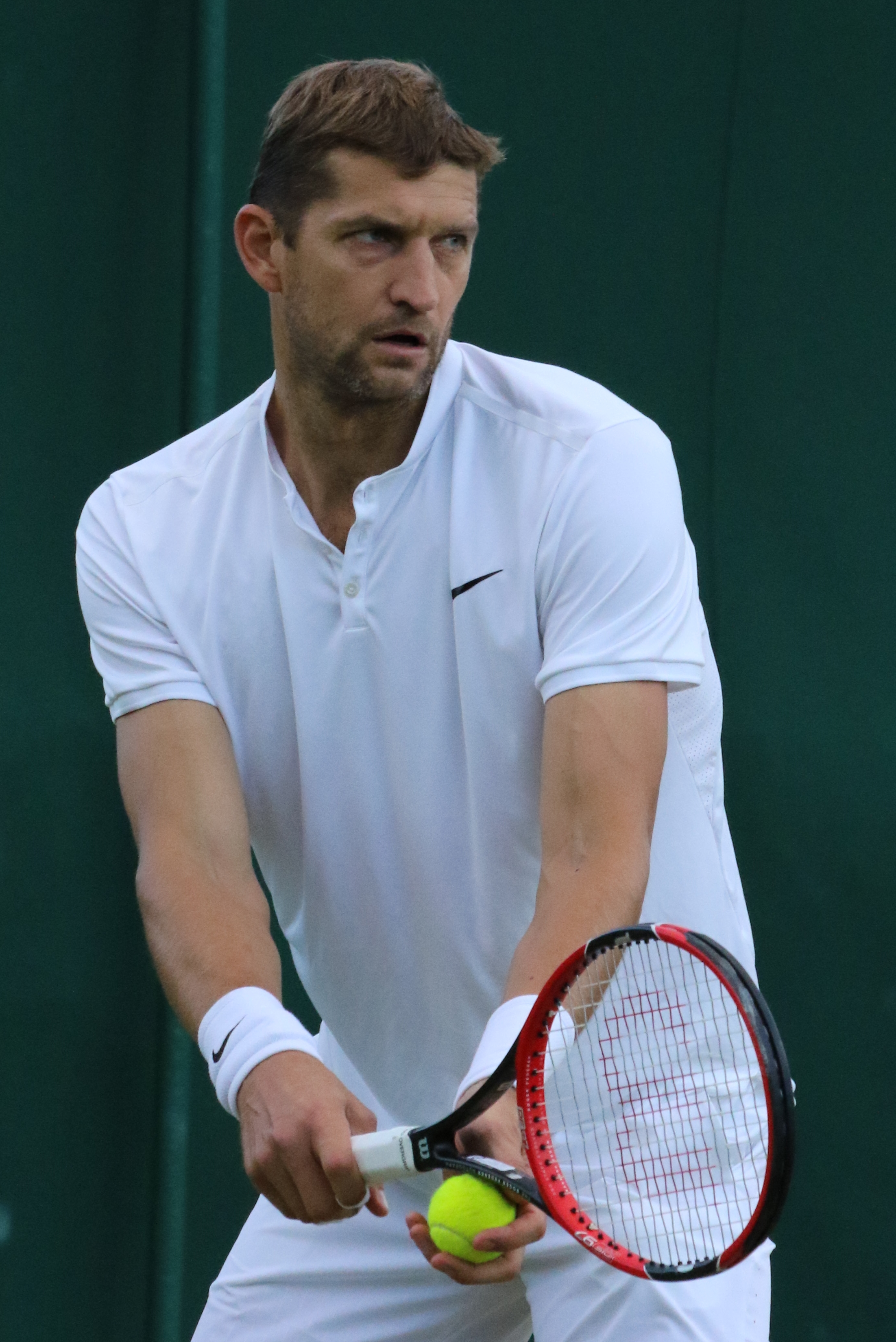
Maks Mirny

- 06. Juli: Maks Mirny, belarussischer Tennisspieler
- 06. Juli: Olga Schtyrenko, russische Rhythmische Sportgymnastin
- 07. Juli: Benjamin Huggel, Schweizer Fußballspieler
- 08. Juli: Christian Abbiati, italienischer Fußballtorwart
- 08. Juli: Liu Xianying, chinesische Biathletin
- 10. Juli: Martín Astudillo, argentinischer Fußballspieler
- 10. Juli: João Pereira Jamba, angolanischer Fußballspieler
- 10. Juli: Lewan Kobiaschwili, georgischer Fußballspieler
- 10. Juli: Guðri Poulsen, färöische Badmintonspielerin
- 11. Juli: Tobias Welz, deutscher Fußballschiedsrichter
- 11. Juli: Robert Wulnikowski, deutscher Fußballspieler
- 12. Juli: Brock Lesnar, US-amerikanischer Wrestler und MMA-Kämpfer
- 12. Juli: Clayton Zane, australischer Fußballspieler
- 13. Juli: Kathleen Friedrich, deutsche Leichtathletin
- 14. Juli: Peter Abelsson, schwedischer Fußballspieler
- 18. Juli: Alexander Morosewitsch, russischer Schachspieler
- 20. Juli: Alpaslan Agüzüm, deutscher Boxer
- 20. Juli: Alessandro Santos, japanischer Fußballspieler
- 21. Juli: Danny Ecker, deutscher Stabhochspringer
- 21. Juli: Jamie Harnwell, australischer Fußballspieler
- 22. Juli: Ingo Hertzsch, deutscher Fußballspieler
- 22. Juli: Nico Pyka, deutscher Eishockeyspieler
- 23. Juli: Gail Emms, britische Badmintonspielerin
- 24. Juli: Arnold Bruggink, niederländischer Fußballspieler
- 24. Juli: Mehdi Mahdavikia, iranischer Fußballspieler
- 26. Juli: Frank Ettwein, deutscher Handballspieler
- 26. Juli: Tanja Szewczenko, deutsche Eiskunstläuferin
- 28. Juli: Mark Boswell, kanadischer Leichtathlet
- 28. Juli: Emanuel Ginóbili, argentinischer Basketballspieler
- 29. Juli: Luiz Amorim, brasilianischer Straßenradrennfahrer
- 29. Juli: Chrysoula Kourompylia, griechische Fußballschiedsrichterassistentin
- 29. Juli: Maximilian Ramota, deutscher Handballspieler
- 31. Juli: Josh Watson, australischer Schwimmer

### August

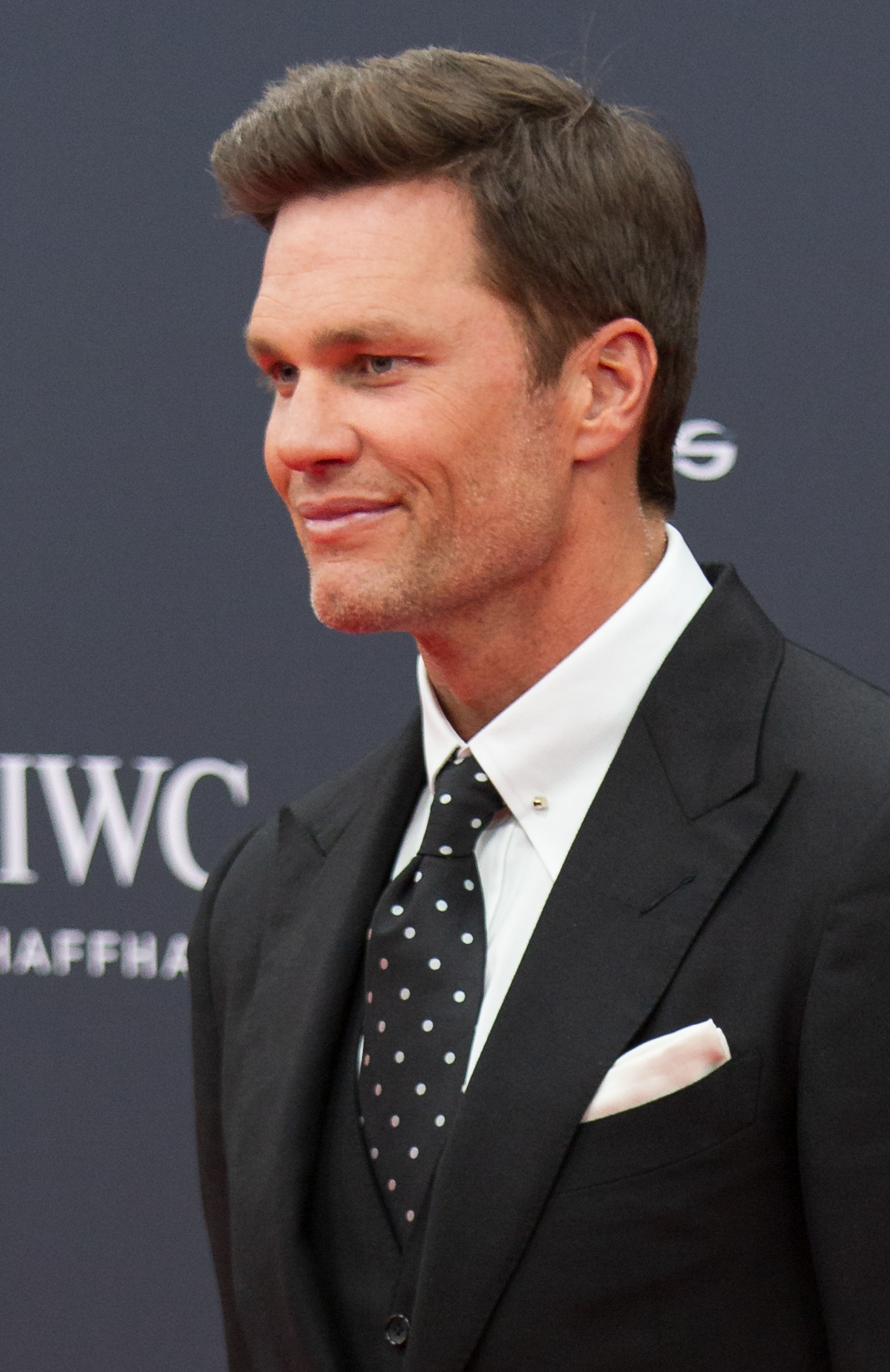
Tom Brady

- 01. August: Metin Aktaş, türkischer Fußballtorhüter
- 03. August: Óscar Pereiro, spanischer Radrennfahrer
- 03. August: Rui Silva, portugiesischer Leichtathlet
- 03. August: Tom Brady, US-amerikanischer American-Football-Spieler
- 08. August: Kunle Adejuyigbe, nigerianischer Sprinter
- 08. August: Bianca Kappler, deutsche Leichtathletin
- 09. August: Hunter Smith, US-amerikanischer American-Football-Spieler
- 10. August: Sergiu Radu, rumänischer Fußballspieler
- 12. August: Iva Majoli, kroatische Tennisspielerin
- 13. August: Michael Klim, australischer Schwimmer
- 14. August: Justin Anlezark, australischer Kugelstoßer
- 15. August: Martin Biron, kanadischer Eishockeytorhüter
- 16. August: Andrei Alexejewitsch Semjonow, russischer Sprinter
- 17. August: William Gallas, französischer Fußballspieler
- 17. August: Thierry Henry, französischer Fußballspieler
- 17. August: Inguna Minusa, lettische Beachvolleyballspielerin
- 18. August: Lukáš Bauer, tschechischer Skilangläufer
- 19. August: Iban Mayo, baskischer Radrennfahrer
- 23. August: Francisco Gabriel Guerrero, argentinischer Fußballspieler
- 23. August: Cristian Roig, andorranischer Fußballspieler
- 24. August: Robert Enke, deutscher Fußballspieler († 2009)
- 24. August: Jürgen Macho, österreichischer Fußballspieler
- 24. August: Massimo Colomba, Schweizer Fußballtorhüter
- 25. August: Nedžad Botonjič, slowenischer Fußballspieler († 2005)
- 26. August: Therese Alshammar, schwedische Schwimmerin
- 27. August: Deco, portugiesischer Fußballspieler
- 27. August: Wes Newton, englischer Dartspieler
- 28. August: Daniel Andersson, schwedischer Fußballspieler
- 28. August: Juanín García, spanischer Handballspieler und -trainer
- 30. August: Shaun Alexander, US-amerikanischer American-Football-Spieler
- 30. August: Félix Sánchez, Leichtathlet aus der Dominikanischen Republik
- 30. August: Kamil Kosowski, polnischer Fußballspieler
- 31. August: Jeff Hardy, US-amerikanischer Wrestler

### September
- 01. September: Francisco Aguirre, argentinischer Fußballstürmer

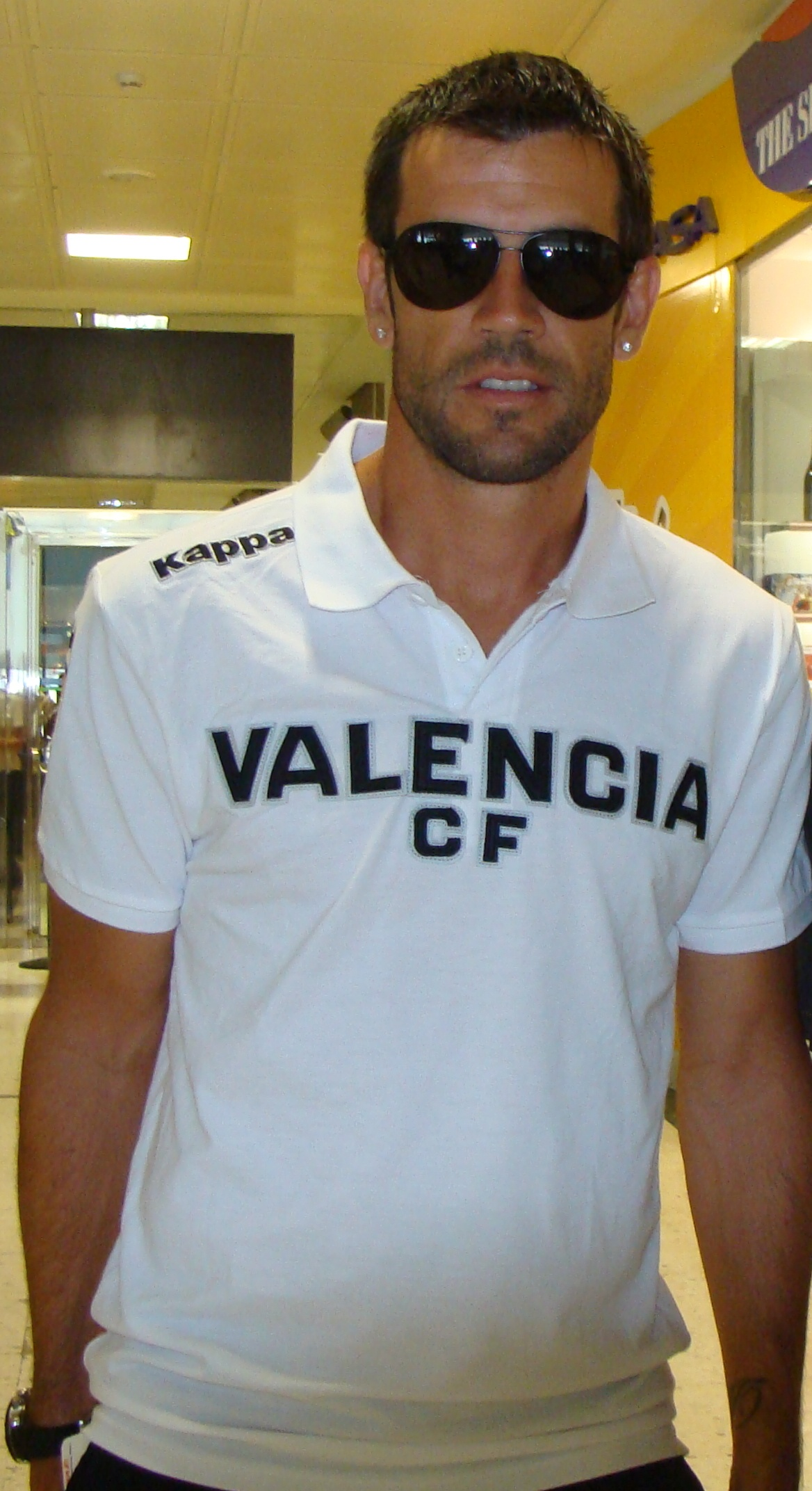
David Albelda

- 01. September: David Albelda, spanischer Fußballspieler
- 01. September: Armindo Araújo, portugiesischer Rallyefahrer
- 01. September: Jerry Azumah, US-amerikanischer American-Football-Spieler
- 01. September: Linda Jap Tjoen San, niederländische Schachspielerin
- 02. September: Marek Mintál, slowakischer Fußballspieler
- 02. September: Mariana Sahakian, libanesische Tischtennisspielerin
- 03. September: Rui Manuel Marques, angolanischer Fußballspieler
- 03. September: Olof Mellberg, schwedischer Fußballspieler und -trainer
- 05. September: Teresa Marinowa, bulgarische Leichtathletin und Olympiasiegerin
- 07. September: Ariel Jakubowski, polnischer Fußballspieler
- 08. September: Jason Collier, US-amerikanischer Basketballspieler († 2005)
- 10. September: Bernardo Daniel Romeo, argentinischer Fußballspieler
- 10. September: Mitsuhiro Toda, japanischer Fußballspieler
- 11. September: Libor Charfreitag, slowakischer Leichtathlet
- 11. September: Matthew Stevens, walisischer Snooker-Spieler
- 12. September: Martin Bláha, tschechischer Radrennfahrer
- 12. September: Julija Pachalina, russische Wasserspringerin
- 14. September: Alexsandro de Souza, brasilianischer Fußballspieler
- 15. September: Andreas Richter, deutscher Fußballspieler
- 15. September: Eric Schneider, kanadischer Eishockeyspieler
- 17. September: Juan Antonio Flecha, spanischer Radrennfahrer
- 17. September: Simone Perrotta, italienischer Fußballspieler
- 19. September: Emil Sutovsky, israelischer Schachmeister
- 21. September: Marcin Lijewski, polnischer Handballspieler
- 22. September: Gabriel Héctor Fernández, argentinischer Fußballspieler
- 23. September: Magomed Aripgadijew, belarussischer Boxer
- 24. September: Frank Fahrenhorst, deutscher Fußballspieler
- 25. September: Rinaldo Nocentini, italienischer Radrennfahrer
- 26. September: Karin Mortensen, dänische Handballspielerin
- 27. September: Lucas Bernardi, argentinischer Fußballspieler
- 27. September: Jovo Stanojević, serbischer Basketballspieler
- 27. September: Andrus Värnik, estnischer Leichtathlet

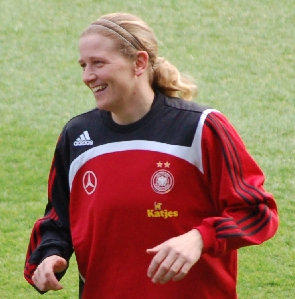
Kerstin Stegemann

- 29. September: Kerstin Stegemann, deutsche Fußballspielerin
- 30. September: Roy Carroll, nordirischer Fußballtorhüter
- 30. September: David García, spanischer Radrennfahrer

### Oktober
- 01. Oktober: Dwight Phillips, US-amerikanischer Leichtathlet
- 02. Oktober: Patricia Arribas Pérez, spanische Langstreckenläuferin
- 02. Oktober: Didier Défago, Schweizer Skirennläufer
- 03. Oktober: Marco Fritz, deutscher Fußballschiedsrichter
- 04. Oktober: Bartłomiej Macieja, polnischer Schachspieler
- 05. Oktober: Anja Richter, österreichische Wasserspringerin
- 06. Oktober: Daniel Brière, kanadischer Eishockeyspieler
- 07. Oktober: Dan Beutler, schwedischer Handballtorwart
- 07. Oktober: Marwa El-Sherbini, ägyptische Handballspielerin und Pharmazeutin († 2009)
- 09. Oktober: Emanuele Belardi, italienischer Fußballspieler
- 09. Oktober: Mehmet Dragusha, albanischer Fußballspieler
- 10. Oktober: Sanel Kuljić, österreichischer Fußballspieler
- 10. Oktober: Shin’ya Nakano, japanischer Motorradrennfahrer
- 10. Oktober: Avondale Williams, Fußballspieler und -trainer von den Britischen Jungferninseln
- 10. Oktober: Tina Wunderlich, deutsche Fußballspielerin
- 10. Oktober: Roger Yasukawa, US-amerikanischer Automobilrennfahrer
- 11. Oktober: Jelena Bereschnaja, russische Eiskunstläuferin und Olympiasiegerin 2002
- 11. Oktober: Kōji Yamanishi, japanischer Automobilrennfahrer
- 12. Oktober: Kenyon Jones, US-amerikanischer Basketballspieler († 2005)

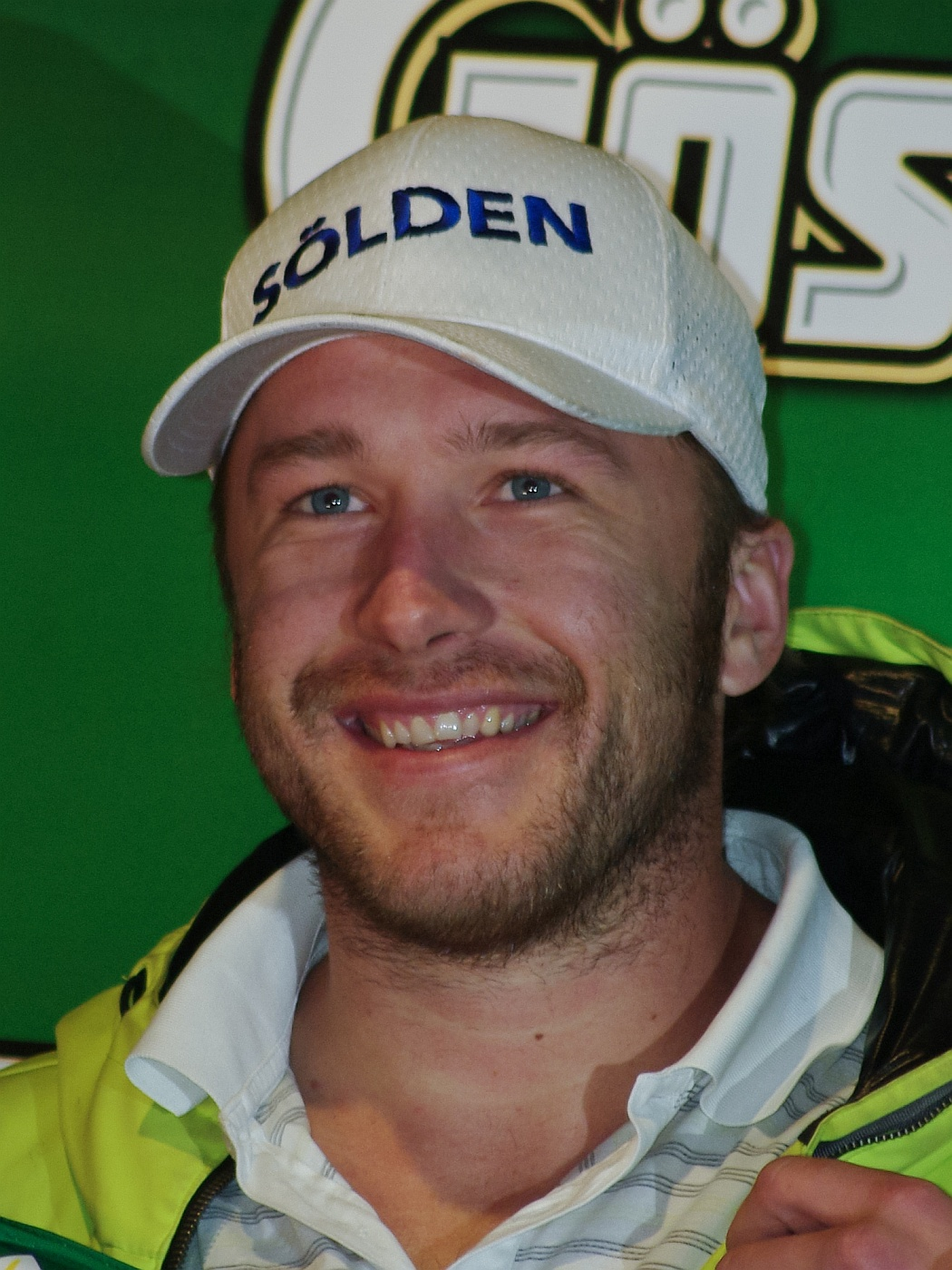
Bode Miller

- 12. Oktober: Bode Miller, US-amerikanischer Skirennfahrer
- 12. Oktober: Christie van Wyk, namibischer Leichtathlet
- 13. Oktober: Katrin Wagner-Augustin, deutsche Kanutin
- 13. Oktober: Judith Sylvester, deutsche Volleyballspielerin
- 13. Oktober: Antonio Di Natale, italienischer Fußballspieler
- 14. Oktober: Aaron Armstrong, Sprinter aus Trinidad und Tobago
- 14. Oktober: Joey Didulica, australisch-kroatischer Fußballspieler
- 14. Oktober: Violetta Oblinger-Peters, österreichische Wildwasserpaddlerin
- 14. Oktober: Oleg Velyky, deutscher Handballspieler († 2010)
- 15. Oktober: David Trezeguet, französischer Fußballspieler
- 16. Oktober: Lucy Ogechukwu Ejike, nigerianische Powerlifterin
- 17. Oktober: Dudu Aouate, israelischer Fußballspieler
- 18. Oktober: Jordi Bernet, spanischer Eishockeyspieler
- 18. Oktober: Paul Stalteri, kanadischer Fußballspieler
- 21. Oktober: Tate Decker, US-amerikanischer Basketballspieler
- 22. Oktober: Gabriele Gardel, Schweizer Automobilrennfahrer
- 22. Oktober: Grit Jurack, deutsche Handballspielerin
- 25. Oktober: Rodolfo Bodipo, spanisch-äquatorialguineischer Fußballspieler

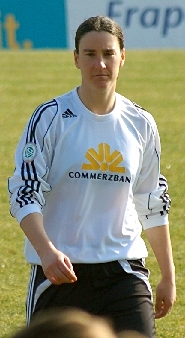
Birgit Prinz

- 25. Oktober: Birgit Prinz, deutsche Fußballspielerin
- 26. Oktober: Gurutz Aguinagalde Akizu, spanischer Handballtorhüter
- 26. Oktober: Rüdiger Ziehl, deutscher Fußballspieler, -trainer und -funktionär
- 28. Oktober: Jana Arnošová, tschechische Handballspielerin
- 28. Oktober: Christoph Bieler, österreichischer Nordischer Kombinierer
- 28. Oktober: Rolf-Christel Guié-Mien, kongolesischer Fußballspieler
- 28. Oktober: Sascha Rösler, deutscher Fußballspieler
- 30. Oktober: Takanori Aoki, japanischer Badmintonspieler
- 30. Oktober: Pia-Luise Aufrecht-Bruggink, deutsche Springreiterin
- 30. Oktober: Jesper Jensen, dänischer Handballspieler
- 31. Oktober: Sylviane Félix, französische Leichtathletin
- 31. Oktober: Sylvio Ney, deutscher Handballspieler

### November
- 03. November: Kristoffer Arvhage, schwedischer Fußballspieler
- 03. November: Óscar Salazar, mexikanischer Taekwondoin
- 04. November: Ewgenija Radanowa, bulgarische Shorttrackerin und Radsportlerin
- 05. November: Chassanbi Taow, russischer Judoka
- 08. November: Jussuf Abdussalomow, tadschikischer Ringer
- 08. November: Sascha Amstätter, deutscher Fußballspieler
- 10. November: Micheil Aschwetia, georgischer Fußballspieler
- 10. November: Abdullah ad-Dusari, saudi-arabischer Fußballspieler
- 11. November: Arianna Follis, italienische Skilangläuferin
- 11. November: Lo Ka Chun, Hongkonger Automobilrennfahrer
- 11. November: Maniche, portugiesischer Fußballspieler
- 15. November: Noureddine Daham, algerischer Fußballspieler
- 16. November: Maxim Stawiski, bulgarischer Eiskunstläufer
- 16. November: Oksana Bajul, ukrainische Eiskunstläuferin
- 16. November: Stuart Moseley, britischer Automobilrennfahrer
- 18. November: Heiko Grimm, deutscher Handballspieler
- 18. November: Deiniol Jones, walisischer Rugbyspieler
- 19. November: Antony Gautier, französischer Fußballschiedsrichter
- 19. November: Diego Perrone, uruguayischer Fußballspieler
- 20. November: Michail Iwanow, russischer Skilangläufer und Olympiasieger 2002
- 22. November: Santiago Acasiete, peruanischer Fußballspieler
- 22. November: David Clinger, US-amerikanischer Straßenradrennfahrer
- 24. November: Leila Aman, äthiopische Langstreckenläuferin
- 24. November: Fernando Troyansky, argentinischer Fußballspieler
- 25. November: Guillermo Cañas, argentinischer Tennisspieler
- 26. November: Ivan Basso, italienischer Radrennfahrer
- 27. November: Joseph Akongo, kamerunischer Fußballspieler
- 28. November: Markus Ahlf, deutscher Fußballspieler
- 28. November: Inés Arrondo, argentinische Hockeyspielerin
- 28. November: Fabio Grosso, italienischer Fußballspieler
- 28. November: Pellegrino Matarazzo, amerikanisch-italienischer Fußballspieler und Fußballtrainer
- 29. November: Maria Petrowa, russische Eiskunstläuferin
- 30. November: Rachel Howard, neuseeländische Fußballspielerin
- 30. November: Timo Wenzel, deutscher Fußballspieler

### Dezember
- 02. Dezember: Alejandro Cortés, kolumbianischer Radrennfahrer
- 03. Dezember: Dillon Battistini, britischer Automobilrennfahrer
- 03. Dezember: Adam Małysz, polnischer Skispringer
- 04. Dezember: Darvis Patton, US-amerikanischer Leichtathlet
- 06. Dezember: Finlay Mickel, britischer Skirennläufer
- 07. Dezember: Luke Donald, englischer Golfer
- 07. Dezember: Delron Buckley, südafrikanischer Fußballspieler

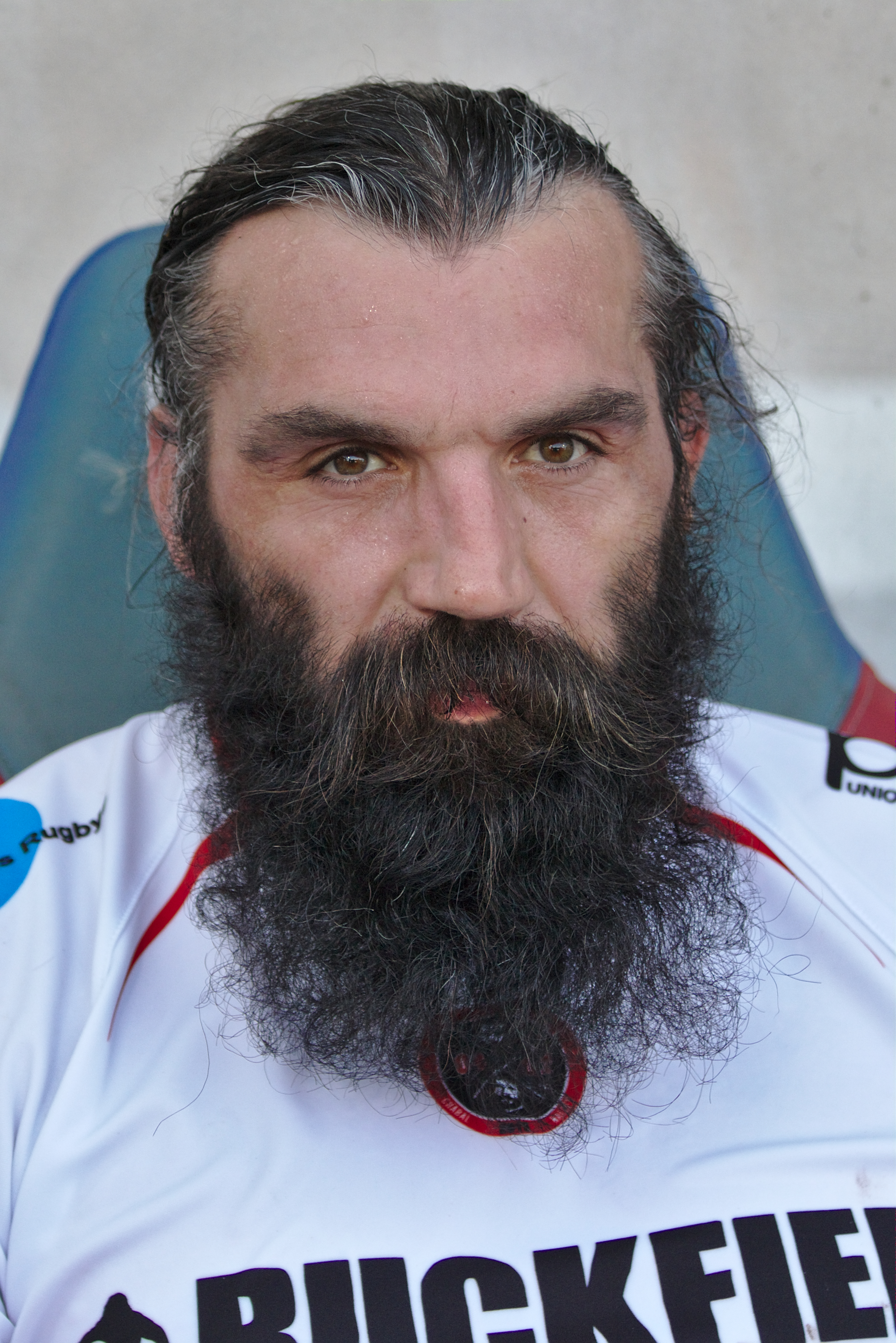
Sébastien Chabal

- 08. Dezember: Sébastien Chabal, französischer Rugbyspieler
- 08. Dezember: Anita Weyermann, Schweizer Leichtathletin
- 10. Dezember: Matthias Heidrich, deutscher Fußballspieler
- 10. Dezember: Andrea Henkel, deutsche Biathletin
- 10. Dezember: Thomas Klitgaard, dänischer Handballspieler
- 11. Dezember: Andreas Geritzer, österreichischer Segler
- 11. Dezember: Mark Streit, Schweizer Eishockeyspieler
- 15. Dezember: Gong Zhichao, chinesische Badmintonspielerin und Olympiasiegerin
- 21. Dezember: Klodian Duro, albanischer Fußballspieler
- 22. Dezember: Ángel Sabroso, spanischer Handballschiedsrichter
- 24. Dezember: Carlos Meza, kolumbianischer Boxer im Bantamgewicht († 2004)
- 25. Dezember: Israel Vázquez, mexikanischer Boxer († 2024)
- 26. Dezember: Fatih Akyel, türkischer Fußballspieler
- 26. Dezember: Liana Mesa Luaces, kubanische Volleyballspielerin
- 26. Dezember: Brynja Pétursdóttir, isländische Badmintonspielerin
- 27. Dezember: Florence Ekpo-Umoh, deutsche Leichtathletin
- 28. Dezember: Kuami Agboh, togoischer Fußballspieler
- 28. Dezember: Thomas Kleine, deutscher Fußballspieler
- 28. Dezember: Derrick Brew, US-amerikanischer Leichtathlet
- 30. Dezember: Marco Reich, deutscher Fußballspieler
- 30. Dezember: Glory Alozie, spanische Leichtathletin

## Gestorben

### Januar
- 04. Januar: Sigge Lindberg, schwedischer Fußballtorhüter (* 1897)
- 07. Januar: Janus Braspennincx, niederländischer Radrennfahrer (* 1903)
- 10. Januar: Jean Taris, französischer Schwimmer (* 1909)
- 13. Januar: Antonio Vila-Coro, spanischer Wasserballspieler (* 1895)
- 15. Januar: Hans Alser, schwedischer Tischtennisspieler (* 1942)
- 15. Januar: Gustaf Mattsson, schwedischer Leichtathlet (* 1893)
- 18. Januar: Luciano Re Cecconi, italienischer Fußballspieler (* 1948)
- 21. Januar: John Carleton, US-amerikanischer Skisportler (* 1899)
- 22. Januar: Pascual Pérez, argentinischer Boxer, Olympiasieger und Weltmeister (* 1926)
- 22. Januar: Johannes Terwogt, niederländischer Ruderer (* 1878)
- 24. Januar: Marc Detton, französischer Ruderer (* 1901)
- 29. Januar: Jack Manders, US-amerikanischer American-Football-Spieler (* 1909)
- 29. Januar: José Naya, uruguayischer Fußballspieler (* 1896)

### Februar
- 02. Februar: Elizabeth Taylor, kanadische Leichtathletin (* 1916)
- 05. Februar: Andries Hoogerwerf, niederländischer Leichtathlet (* 1906)
- 06. Februar: Hermann Felsner, österreichischer Fußballspieler und -trainer (* 1889)
- 07. Februar: Francis Preston, britischer Regattasegler (* 1913)
- 08. Februar: Lucien Lebaillif, französischer Schwimmer (* 1892)
- 11. Februar: Luigi Bertolini, italienischer Fußballspieler (* 1904)
- 12. Februar: Gerry Davey, britischer Eishockeyspieler und -schiedsrichter (* 1914)
- 14. Februar: Ok Formenoy, niederländischer Fußballspieler (* 1899)
- 14. Februar: Egon Schein, deutscher Leichtathlet (* 1912)
- 16. Februar: André Gardère, französischer Fechter (* 1913)
- 18. Februar: Gustave Buchard, französischer Degenfechter (* 1890)
- 21. Februar: Henry Jordan, US-amerikanischer American-Football-Spieler und Konzertveranstalter (* 1935)
- 22. Februar: George Fish, US-amerikanischer Rugbyspieler (* 1895)
- 23. Februar: Hugo Johansson, schwedischer Sportschütze (* 1887)
- 24. Februar: Louis Clarke, US-amerikanischer Leichtathlet (* 1901)

### März
- 01. März: Robert Girardet, französischer Segler (* 1893)
- 04. März: Simeone Cattalinich, italienischer Ruderer (* 1889)
- 05. März: Albert Andersson, schwedischer Turner (* 1902)
- 08. März:  Lawrence Roberts, südafrikanischer Leichtathlet (* 1903)
- 09. März: Francesco Loi, italienischer Turner (* 1891)
- 11. März: Alberto Rodríguez Larreta, argentinischer Automobilrennfahrer (* 1934)
- 13. März: Nicolas Rausch, luxemburgischer Radrennfahrer (* 1900)
- 23. März: Joe Stydahar, US-amerikanischer American-Football-Spieler und -Trainer (* 1912)
- 24. März: Enrique de Satrústegui, spanischer Tennisspieler (* 1897)
- 29. März: Georg Stöhr, deutscher Fechter (* 1885)
- 30. März: Christian Busch, deutscher Turner und Sportfunktionär (* 1880)

### April
- 02. April: Robert Murton-Neale, britischer Automobilrennfahrer (* 1907)
- 02. April: Oscar Olstad, norwegischer Turner (* 1887)
- 05. April: Werner Heynisch, deutscher Wasserballspieler und Sportfunktionär (* 1924)
- 05. April: Bekir Refet, türkischer Fußballspieler (* 1899)
- 06. April: Guy Dollfuss, französischer Automobilrennfahrer (* 1901)
- 08. April: Hans Pulver, Schweizer Fußballtorhüter und -trainer (* 1902)
- 11. April: Nettie Grooss, niederländische Leichtathletin (* 1905)
- 15. April: Walter Hollstein, deutscher Fußballtrainer (* 1899)
- 17. April: Cyril Musil, tschechoslowakischer Skilangläufer (* 1907)
- 18. April: Irene Steer, britische Schwimmerin (* 1889)
- 20. April: Wilmer Allison, US-amerikanischer Tennisspieler (* 1904)
- 20. April: István Déván, ungarischer Leichtathlet und Wintersportler (* 1890)
- 22. April: Arvo Haavisto, finnischer Ringer (* 1900)
- 24. April: Josef Angermüller, deutscher Motorrad-Bahnrennfahrer (* 1949)
- 27. April: Mauro Racca, italienischer Fechter (* 1912)
- 28. April: Sepp Herberger, deutscher Fußballnationaltrainer (* 1897)
- 30. April: Wanda Nowak, österreichische Leichtathletin (* 1913)
- 000April: Hirohashi Yuriko, japanischer Leichtathlet (* 1916)

### Mai
- 05. Mai: Erich Campe, deutscher Boxer (* 1912)
- 05. Mai: Thorvald Eigenbrod, dänischer Hockeyspieler (* 1892)
- 10. Mai: Edward Knourek, US-amerikanischer Leichtathlet (* 1893)
- 12. Mai: Barry Ashbee, kanadischer Eishockeyspieler und -trainer (* 1939)
- 15. Mai: Siegfried Mair, italienischer Rennrodler (* 1939)
- 17. Mai: Lucien Buquet, französischer Automobilrennfahrer (* 1902)
- 21. Mai: John Whitaker, britischer Turner (* 1886)
- 25. Mai: Ernesto Sota, mexikanischer Fußballspieler, -trainer und -funktionär (* 1896)
- 31. Mai: Floyd Davis, US-amerikanischer Automobilrennfahrer (* 1909)

### Juni
- 02. Juni: Albert Bittlmayer, deutscher Fußballspieler (* 1952)
- 07. Juni: Otto Kaiser, österreichischer Eiskunstläufer (* 1901)
- 08. Juni: Erik Bohlin, schwedischer Rad- und Motorradrennfahrer (* 1897)
- 12. Juni: Ângelo Gammaro, brasilianischer Schwimmer und Wasserballspieler (* 1895)
- 12. Juni: József Várszegi, ungarischer Leichtathlet (* 1910)
- 17. Juni: Leif Rovsing, dänischer Tennisspieler (* 1887)
- 18. Juni: Franco Rol, italienischer Automobilrennfahrer (* 1908)
- 20. Juni: Jules Moriceau, französischer Automobilrennfahrer (* 1887)
- 23. Juni: Francis Spain, US-amerikanischer Eishockeyspieler (* 1909)
- 25. Juni: Robert Skelton, US-amerikanischer Schwimmer (* 1903)
- 29. Juni: Wiktor Hoechsman, polnischer Radrennfahrer (* 1894)
- 29. Juni: György Kutasi, ungarischer Wasserballspieler (* 1910)
- 29. Juni: Giovanni Ziggiotto, italienischer Motorradrennfahrer (* 1954)
- 30. Juni: Karl Scherm, deutscher Fußballspieler (* 1904)

### Juli
- 07. Juli: Jean Delarge, belgischer Boxer (* 1906)
- 07. Juli: Nicolae Kovacs, rumänischer Fußballspieler und -trainer ungarischer Abstammung (* 1911)
- 08. Juli: Gustaf Koutonen, finnischer Leichtathlet (* 1910)
- 10. Juli: Josef Šulc, tschechoslowakischer Leichtathlet (* 1907)
- 16. Juli: Jan Scheere, belgischer Moderner Fünfkämpfer (* 1909)
- 17. Juli: Zózimo Alves Calazães, brasilianischer Fußballspieler (* 1932)
- 17. Juli: Lucien Dolquès, französischer Leichtathlet (* 1905)
- 17. Juli: Efraim Harju, finnischer Mittel- und Langstreckenläufer (* 1889)
- 18. Juli: Giorgio Pessina, italienischer Florettfechter (* 1902)
- 21. Juli: Otto Falkenberg, norwegischer Segler (* 1885)
- 26. Juli: David Zogg, Schweizer Skirennfahrer und Bergsteiger (* 1902)
- 27. Juli: Willy Bogner senior, deutscher Skisportler (* 1909)
- 28. Juli: Haas Visser ’t Hooft, niederländischer Hockeyspieler (* 1905)
- 000Juli: Venancio Bartibás, uruguayischer Fußballspieler (* 1906)

### August
- 11. August: Otto Andersson, schwedischer Fußballspieler (* 1910)
- 12. August: René Tirard, französischer Leichtathlet (* 1899)
- 13. August: Karl Kreutzberg, deutscher Handballspieler (* 1912)
- 27. August: Yamada Kanematsu, japanischer Leichtathlet (* 1903)
- 28. August: Ralph Samuelson, US-amerikanischer Erfinder der Sportart Wasserski (* 1904)
- 30. August: Erny Pinckert, US-amerikanischer American-Football-Spieler (* 1907)
- 31. August: Sidney Atkinson, südafrikanischer Leichtathlet (* 1901)
- 000August: Ferenc Németh, ungarischer Skilangläufer (* 1894)

### September
- 04. September: Henri Thorsen, dänischer Leichtathlet (* 1893)
- 05. September: Gustav Bayer, norwegischer Turner (* 1895)
- 05. September: Jan Maas, niederländischer Radrennfahrer (* 1900)
- 13. September: Wolf Boneder, deutscher Leichtathlet (* 1894)
- 13. September: Robert Sutton, US-amerikanischer Segler (* 1911)
- 14. September: Kamo Shōgo, japanischer Fußballspieler (* 1915)
- 16. September: Karin Lundgren, schwedische Schwimmerin (* 1895)
- 18. September: Paulo d’Eça Leal, portugiesischer Degenfechter (* 1901)
- 20. September: Ralph Hills, US-amerikanischer Leichtathlet (* 1977)
- 21. September: Arthur Lindfors, finnischer Ringer (* 1893)
- 22. September: Karl Freiberger, österreichischer Gewichtheber (* 1902)
- 27. September: Mieczysław Batsch, polnischer Fußballspieler (* 1900)
- 27. September: Fabian Biörck, schwedischer Turner (* 1893)
- 30. September: André Labatut, französischer Fechter (* 1891)

### Oktober
- 01. Oktober: Milo Barus, deutscher Kraftsportler, „Stärkster Mann der Welt“ (* 1906)
- 02. Oktober: Odd Frantzen, norwegischer Fußballspieler (* 1913)
- 03. Oktober: Charles Duruy, französischer Automobilrennfahrer (* 1908)
- 03. Oktober: Giuseppe Morandi, italienischer Automobilrennfahrer (* 1894)
- 05. Oktober: Oskar Lindberg, schwedischer Skilangläufer (* 1894)
- 10. Oktober: Bengt Bengtsson, schwedischer Turner (* 1897)
- 13. Oktober: Stefan Auer, rumänisch-ungarischer Fußballspieler (* 1905)
- 17. Oktober: Cal Hubbard, US-amerikanischer American-Football-Spieler, -Trainer und Baseballfunktionär (* 1900)
- 19. Oktober: René Mourlon, französischer Sprinter (* 1893)
- 19. Oktober: John Nyman, schwedischer Ringer (* 1908)
- 20. Oktober: Albert Olsson, schwedischer Fußballspieler (* 1896)
- 20. Oktober: Vital Vouardoux, Schweizer Skisportler (* 1919)
- 25. Oktober: Leighton Dye, US-amerikanischer Leichtathlet (* 1901)
- 29. Oktober: Otto Ley, deutscher Motorradrennfahrer (* 1903)
- 30. Oktober: Renato Curi, italienischer Fußballspieler (* 1953)
- 31. Oktober: Willi Heyn, deutscher Leichtathlet (* 1910)
- 000Oktober: Ettore Rivolta, italienischer Leichtathlet (* 1904)

### November
- 01. November: Henryk Przeździecki, polnischer Eishockey- und Fußballspieler (* 1909)
- 03. November: Ottavio Pratesi, italienischer Radrennfahrer (* 1889)
- 04. November: Héctor Berra, argentinischer Leichtathlet (* 1909)
- 06. November: André le Fèvre, niederländischer Fußballspieler (* 1898)
- 07. November: Fritjof Hillén, schwedischer Fußballspieler (* 1893)
- 07. November: Julio César Nicolares, uruguayischer Boxer (* 1903)
- 12. November: William Murray, australischer Leichtathlet (* 1882)
- 13. November: Aron Pollitz, Schweizer Fußballspieler (* 1896)
- 15. November: Tore Holm, schwedischer Segler (* 1896)
- 16. November: Bertie Donnelly, irischer Radrennfahrer (* 1894)
- 28. November: Davide Baiardo, italienischer Schwimmer (* 1888)
- 28. November: Harold Cagle, US-amerikanischer Leichtathlet (* 1913)
- 30. November: Ludwig Wieder, deutscher Fußballspieler (* 1900)

### Dezember
- 02. Dezember: Otto Adam, deutscher Fechter (* 1909)
- 03. Dezember: Jack Beresford, britischer Ruderer und Olympiasieger (* 1899)
- 04. Dezember: Sijtse Jansma, niederländischer Tauzieher (* 1898)
- 05. Dezember: Jon Mårdalen, norwegischer Skilangläufer (* 1895)
- 05. Dezember: Erkki Rajala, finnischer Skispringer (* 1923)
- 06. Dezember: Andrew Auld, US-amerikanischer Fußballspieler (* 1900)
- 06. Dezember: Georg Vest, dänischer Turner (* 1896)
- 07. Dezember: Albert Andersen, dänischer Langstreckenläufer (* 1891)
- 07. Dezember: Georges Grignard, französischer Automobilrennfahrer (* 1905)
- 08. Dezember: Ernő Nagy, ungarischer Fechter und Fechttrainer (* 1898)
- 10. Dezember: Adolph Rupp, US-amerikanischer Basketballtrainer (* 1901)
- 12. Dezember: Frank Boucher, kanadischer Eishockeyspieler und -trainer (* 1901)
- 12. Dezember: Gaston Delaplane, französischer Ruderer und Bahnradsportler (* 1882)
- 13. Dezember: Héctor Méndez, argentinischer Boxer (* 1897)
- 15. Dezember: Rudolf Cvetko, slowenischer Fechter (* 1880)
- 16. Dezember: Roop Singh, indischer Hockeyspieler (* 1910)
- 16. Dezember: Johan Sundkvist, schwedischer Langstreckenläufer (* 1889)
- 19. Dezember: Ellen Brockhöft, deutsche Eiskunstläuferin (* 1893)
- 25. Dezember: Harald Strøm, norwegischer Eisschnellläufer und Fußballspieler (* 1897)
- 26. Dezember: Henk Angenent, niederländischer Fußballspieler (* 1930)
- 29. Dezember: Hugo Lahtinen, finnischer Leichtathlet (* 1891)
- 30. Dezember: Leonardo Bonzi, italienischer Sportler (* 1902)
- 30. Dezember: Karl Prochaska, österreichischer Eisschnellläufer (* 1914)
- 000Dezember: Jean-Pierre Vermetten, belgischer Schwimmer und Wasserballspieler (* 1895)

### Datum unbekannt
- Frank Atkinson, englischer Fußballspieler (* 1903)
- Gaspard Deridder, belgischer Boxer (* 1918)
- Hubert Douglas, kanadischer Skilangläufer (* 1907)
- Viktor Fischer, österreichischer Ringer (* 1892)
- Fritz Neuruhrer, österreichischer Leichtathlet (* 1910)
- Raúl Rodríguez, argentinischer Boxer (* 1915)
- Henri Stoelen, belgischer Wasserballspieler (* 1906)
- Fernando Vandelli, italienischer Leichtathlet (* 1907)